# Санко-Мару № 12
Санко-Мару № 12 — транспортне судно, яке під час Другої світової війни брало участь у операціях японських збройних сил на Тихому океані.
«Санко-Мару № 12» спорудили в 1942 році на верфі Nakamura Zosen в Мацує для компанії Tsurumaru Kisen.
В якийсь момент судно реквізували для потреб Імперського флоту Японії. Малі вантажні судна («морські вантажівки», sea truck), до яких належало «Санко-Мару № 12», активно використовувались японським командуванням для каботажних перевезень до баз, що були наближені до лінії фронту (невеликі розміри та незначна вантажомісткість таких суден зменшували ймовірність того, що їхній рух приверне увагу ворожих сил).
Станом на середину червня 1944-го «Санко-Мару № 12» перебувало в Соронзі — значному японському гарнізоні на північно-західному завершенні півострова Чендравасіх (північно-західна частина Нової Гвінеї). 16 червня літаки союзників завдали потужного удару по аеродрому Соронга, а 17 червня бомбардувальники В-25 обрали за головну ціль судна. Після нальоту пілоти відзвітувались про потоплення 5 та пошкодження 1 транспорту загальним тоннажем 10 тисяч тонн. Фактично їм вдалось потопили три транспорти загальним тоннажем дещо менше за 2 тисячі тонн, одним з яких виявився «Санко-Мару № 12».